# Bitterfeld-Wolfen
Bitterfeld-Wolfen é um município da Alemanha, situado no distrito de Anhalt-Bitterfeld, no estado de Saxônia-Anhalt. Tem 87,55 km² de área, e sua população em 2019 foi estimada em 38.159 habitantes.